# Az Amerikai Egyesült Államok Menedzsment- és Költségvetési Irodájának igazgatóinak listája
Az Amerikai Egyesült Államok Menedzsment és Költségvetési Irodájának igazgatója az elnökségi irodák közül a legnagyobb hivatalt vezeti, a Menedzsment és Költségvetési Irodát (OMB). Az OMB legfontosabb feladata az elnök költségvetésének kezelése, de ellenőrző feladata is van az elnök politikája fölött.
Az hivatalt 1921-ben alapították Költségvetési Iroda néven, majd 1970-ben kapta meg jelenlegi nevét és az 1990-es években jelenlegi formáját.
A jelenlegi igazgató 2025 óta Russell Vought.

## Igazgatók listája
| Név                       | Hivatali idő                                                                      | Elnök                                            |
| ------------------------- | --------------------------------------------------------------------------------- | ------------------------------------------------ |
| Charles G. Dawes          | 1921. június 23. – 1922. június 30.                                               | Warren G. Harding                                |
| Herbert M. Lord           | 1922. július 1. – 1929. május 31.                                                 | Warren G. Harding Calvin Coolidge Herbert Hoover |
| J. Clawson Roop           | 1929. augusztus 15. – 1933. március 3.                                            | Herbert Hoover                                   |
| Lewis W. Douglas          | 1933. március 7. – 1934. augusztus 31.                                            | Franklin D. Roosevelt                            |
| Daniel W. Bell            | 1934. szeptember 1. – 1939. április 14.                                           | Franklin D. Roosevelt                            |
| Harold D. Smith           | 1939. április 15. – 1946. június 19.                                              | Franklin D. Roosevelt Harry S. Truman            |
| James E. Webb             | 1946. július 13. – 1949. január 27.                                               | Harry S. Truman                                  |
| Frank Pace, Jr.           | 1949. február 1. – 1950. április 12.                                              | Harry S. Truman                                  |
| Frederick J. Lawton       | 1950. április 13. – 1953. január 21.                                              | Harry S. Truman                                  |
| Joseph M. Dodge           | 1953. január 22. – 1954. április 15.                                              | Dwight D. Eisenhower                             |
| Rowland R. Hughes         | 1954. április 16. – 1956. április 1.                                              | Dwight D. Eisenhower                             |
| Percival F. Brundage      | 1956. április 2. – 1958. március 17.                                              | Dwight D. Eisenhower                             |
| Maurice H. Stans          | 1958. március 18. – 1961. január 21.                                              | Dwight D. Eisenhower                             |
| David E. Bell             | 1961. január 22. – 1962. december 20.                                             | John F. Kennedy                                  |
| Kermit Gordon             | 1962. december 28. – 1965. június 1.                                              | John F. Kennedy Lyndon B. Johnson                |
| Charles L. Schultze       | 1965. június 1. – 1968. január 28.                                                | Lyndon B. Johnson                                |
| Charles J. Zwick          | 1968. január 29. – 1969. január 21.                                               | Lyndon B. Johnson                                |
| Robert P. Mayo            | 1969. január 22. – 1970. június 30.                                               | Richard Nixon                                    |
| George P. Shultz          | 1970. július 1. – 1972. június 11.                                                | Richard Nixon                                    |
| Caspar W. Weinberger      | 1972. június 12. – 1973. február 1.                                               | Richard Nixon                                    |
| Roy L. Ash                | 1973. február 2. – 1975. február 3.                                               | Richard Nixon Gerald Ford                        |
| James T. Lynn             | 1975. február 10. – 1977. január 20.                                              | Gerald Ford                                      |
| Bert Lance                | 1977. január 21. – 1977. szeptember 23.                                           | Jimmy Carter                                     |
| James T. McIntyre         | 1977. szeptember 24. – 1981. január 20.                                           | Jimmy Carter                                     |
| David A. Stockman         | 1981. január 21. – 1985. augusztus 1.                                             | Ronald Reagan                                    |
| James C. Miller III       | 1985. október 8. – 1988. október 15.                                              | Ronald Reagan                                    |
| Joseph R. Wright, Jr.     | 1988. október 16. – 1989. január 20.                                              | Ronald Reagan                                    |
| Richard G. Darman         | 1989. január 25. – 1993. január 20.                                               | George H. W. Bush                                |
| Leon E. Panetta           | 1993. január 21. – 1994 októbere                                                  | Bill Clinton                                     |
| Alice M. Rivlin           | 1994. október 17. – 1996. április 26.                                             | Bill Clinton                                     |
| Franklin D. Raines        | 1996. szeptember 13. – 1998. május 21.                                            | Bill Clinton                                     |
| Jack Lew                  | 1998. május 21. – 2001. január 19.                                                | Bill Clinton                                     |
| Mitch Daniels             | 2001. január 23. – 2003. június 6.                                                | George W. Bush                                   |
| Joshua B. Bolten          | 2003. június 26. – 2006. április 15.                                              | George W. Bush                                   |
| Rob Portman               | 2006. május 26. – 2007. június 19.                                                | George W. Bush                                   |
| Jim Nussle                | 2007. szeptember 4. – 2009. január 20.                                            | George W. Bush                                   |
| Peter R. Orszag           | 2009. január 20. – 2010. július 30.                                               | Barack Obama                                     |
| Jeffrey Zients            | 2010. július 30. – 2010. november 18.                                             | Barack Obama                                     |
| Jack Lew                  | 2010. november 18. – 2012. január 27.                                             | Barack Obama                                     |
| Jeffrey Zients megbízott  | 2012. január 27. – 2013. április 24.                                              | Barack Obama                                     |
| Sylvia Mathews Burwell    | 2013. április 24. – 2014. június 9.                                               | Barack Obama                                     |
| Brian Deese megbízott     | 2014. június 9. – 2014. július 28.                                                | Barack Obama                                     |
| Shaun Donovan             | 2014. július 28. – 2017. január 20.                                               | Barack Obama                                     |
| Mark Sandy megbízott      | 2017. január 20. – 2017. február 16.                                              | Donald Trump                                     |
| Mick Mulvaney             | 2017. február 16. – 2020. március 31.                                             | Donald Trump                                     |
| Russell Vought            | 2019. január 2. – 2021. január 20. megbízott: 2019. január 2. - 2020. március 31. | Donald Trump                                     |
| Rob Fairweather megbízott | 2021. január 20. – 2021. március 24.                                              | Joe Biden                                        |
| Shalanda Young            | 2021. március 24. – 2025. január 20.                                              | Joe Biden                                        |
| Matthew Vaeth megbízott   | 2025. január 20. – 2025. február 7.                                               | Donald Trump                                     |
| Russell Vought            | 2025. február 7. – hivatalban                                                     | Donald Trump                                     |